# Йозеф Хохола
Йозеф Хохола (на чешки: Josef Chochola) е първият капелмайстор, живял и работил в България, по народност чех (или словак).
Роден е в Австрийската империя – в с. Стара Вестнице, Кралство Бохемия (днес в Чехия) или в с. Велка Вес, Кралство Унгария (днес в Словакия) през 1845 г.
Завършва специалност „Контрабас“ в Пражката частна военна музикална консерватория на Павлис, след което свири в разни оркестри. Известно е, че през 1878 година е ръководил частен оркестър в Ница, Франция.
Хохола пристига в България през 1879 година и основава в Търново първия български военен духов оркестър.
Още същата година се установява в София, където е поканен за капелмайстор на духовия оркестър към Първа пехотна софийска дивизия, сформиран само от чешки музиканти. През 1884 година дивизията се преобразува в Първи пехотен софийски полк. Следващата година полкът взема участие в Сръбско-българската война, което вдъхновява Хохола да напише известната за времето си оркестрова композиция „Боят при Гургулят“ (вж: Бой при Гургулят).
Йозеф Хохола служи в оркестъра на полка до 1892 година, когато основава Гвардейския оркестър, смятан за най-добрия за времето си оркестър в България. Пенсионира се през 1904 година. Умира през 1918 година.